# Eko – som man ropar får man svar
Eko – som man ropar får man svar var ett flerårigt internationellt konstprojekt för barn och unga mellan 6 och 20 år. Projektet byggde på ett samarbete mellan bildkonstskolor i Sverige, övriga Norden, Baltikum, Ryssland och Polen och pågick i två omgångar mellan 1998 och 2001. Initiativtagare var den statliga myndigheten Riksutställningar i samarbete med Statens kulturråd och Moderna museet i Stockholm.

## Bakgrund
Eko-projektet var ett sätt att försöka gynna barn och ungas kreativitet och skapande av egna bilder. Därigenom behövdes utbildningen på området stärkas och dess status höjas, ansåg arrangörerna av projektet: Riksutställningar, Statens kulturråd och Moderna museet.
Eko – som man ropar får man svar utvecklades ur arbetet med boken Barns bilder och solen lyste blå av Katarina Nordenfalk 1996. Boken var ett initiativ från Statens kulturråd och möjliggjordes genom en satsning från kulturrådet i samarbete med Riksutställningar och Moderna museet i Stockholm.
Barns och ungas kreativa skapande i form av bilder stod i fokus under arbetet med Barns bilder och solen lyste blå. Temat fick en fortsättning i form av det två dagar långa seminariet, Eko – som man ropar får man svar, på Teknorama, Tekniska museet i Stockholm, med stöd av Statens kulturråd.
Seminariet blev starten på konstprojektet Eko – som man ropar får man svar. Projektet innebar kontakter mellan svenska bildkonstskolor och deras motsvarigheter i övriga Norden, de baltiska länderna, Ryssland och Polen. Arbetsnamnet blev Eko-projektet med syfte att under september 1998 producera en manifestation av barns och ungdomars bildskapande som skulle ta plats och växa fram på museer och konsthallar på olika platser i Sverige och i andra länder.
Drivande i projektets framväxt var Riksutställningar, vars målgrupp sedan 1960-talet varit barn och unga. 1966 producerades vandringsutställningen Upptäcka – uppleva tillsammans med föreningen Konst i skolan. Riksutställningars uppgifter i Eko-projektet var flera. Myndigheten skulle ansvara för idéer, fungera som en sammanhållande instans, bidra till att arbetet genomfördes och att manifestationen fick uppmärksamhet.

## Tema
Målsättningen med Eko – som man ropar får man svar var att:
- Sätta fokus på bild- och konstpedagiskt arbete.
- Höja kvaliteten på det med hjälp av samtidskonst, design, ny teknik och olika medieyttringar.[8]

Det skulle ske genom att ställa ut barns och ungas två- och tredimensionella bilder kring temat människan förhållande till naturen, att förstå den mänskliga naturen genom den omgivande naturen. Eko stod för återspegling, upprepning och ekologi.

Utställningen kallades också för ”manifestation” av Riksutställningar 1998:
Konst- och bildpedagogerna på bildkonstskolor och barnakademier, museer, gallerier och konsthallar, gör tillsammans med Riksutställningar en landsomfattande manifestation för det konstnärliga bildarbetet bland barn och unga. 20-talet utställningar på lika många platser i landet visas under hela september!
Temat för upplaga nummer två var ”friktioner”: undersökningar av rum-rymd-ljus. Det handlade om friktioner på flera plan relaterade till människans sätt att förhålla sig till omgivningen.
Ordet får stå för tankar och föreställningar runt de ofta dubbeltydiga begreppen skönhet och fulhet. Tankar och bilder där det uppstår en friktion, kanske ett motstånd, en irriterande skavning då vi för tillfället saknar referenser eller erfarenhet till det tänkta eller sedda. Det är något som rubbar våra föreställningar och sätter dem i rörelse. Temat inkluderar tankar om människan, om olikheter, om vilka värderingar vi är beredda att tänja på./.../Temat kan också rymma friktioner i möten mellan olika platser och områden, mer eller mindre planerade där vi uppehåller oss likaväl som om vårt sätt att leva i dag.

## Produktion
Eko – som man ropar får man svar byggde på ett nätverk som växte fram under tre år och som fokuserade på barns och ungas skapande av bilder. [1] Ett 30-tal delprojekt planerades ingå i huvudprojektet, eller ”manifestationen” i september 1998. Genomförandet skedde samtidigt i 16 olika regioner: sju svenska, fem från övriga Norden, tre baltiska, en polsk och två ryska regioner.
Nätverket bakom projektet bestod av bild- och konstpedagoger på bildkonstskolor, museer och konsthallar i Sverige och i länderna kring Östersjön. Som konstnärlig ledare anlitades bildpedagogen och konstnären Heidi Trakowski. Hon skulle tillsammans med övriga inblandade engagera barn och unga, 6 till 20 år gamla, i konstnärligt skapande verksamhet. Heidi Trakowski introducerade arbetstemat ”kroppshyddor”, för att bland annat inspirera till ett tredimensionellt arbetssätt som skulle skilja sig från traditionell målarskoletradition.
Projektet som helhet utvecklades ur arbetet med boken Barns bilder och solen lyste blå av Katarina Nordenfalk 1996. Boken var ett initiativ från Statens kulturråd och möjliggjordes genom en satsning från kulturrådet i samarbete med Riksutställningar och Moderna museet i Stockholm.

Så här beskrev ansvariga på Riksutställningar tankegångarna bakom Eko-projektarbetet.
Avsikten med projektet är att synliggöra och diskutera det bildarbete som pågår bland barn och unga i många olika verksamhetsformer. Med boken Barns bilder och solen lyste blå som utkom 1996 blev det tydligt att förutsättningarna för ett sådant arbete är mycket varierande och ofta bräckliga. Villkoren för att få arbeta med bild och form borde vara betydligt gynnsammare. Att uttrycka sig i bild och form innebär möten mellan vuxna, barn och unga och ger tid till gensvar i funderingar, i fakta och fantasier. Det är viktiga inslag i unga individers växande och utveckling.
Året därpå kom en fortsättning i form av en treårig försöksperiod. Sverige delades in i sju regioner med ett antal aktiviteter i vardera. Tidpunkt: 15 september till 17 oktober 1999. Anledningen till uppföljaren angavs så här i en projektbeskrivning:
Riksutställningar har i sitt regeringsuppdrag bland annat till mål att prioritera satsningar för barn och ungdom och ska enligt sin verksamhetsinrikning utveckla strukturer och kunskap om gestaltningsprocesser inom området. Nu vill vi ta tillvara erfarenheterna från projektet Eko – som man ropar får man svar. Vi vill utveckla det påbörjade arbetet med att stödja ett nationellt nätverk och fortsätta kunskapsuppbyggnaden.

### Projektgruppen
- Projektledare: Ulla Arnell. Anställd vid Riksutställningar 1966 för att i huvudsak producera utställningar för barn och ungdomar med inriktning på konst-, bild- och kulturpedagogik.
- Projektsekreterare: Birgitta Nåsby. Anställd vid Riksutställningar som turnéläggare av vandringsutställningar.
- Konstnärlig ledare: Heidi Trakowski. Frilansade bildpedagog och konstnär, idégivare och producent för utställningen Prospektera, initiativtagare till Riksförbundet för bildkonstskolor och barnakademier i Sverige. Vid tillfället projektanställd vid Riksutställningar.[13]

## Genomförandet
Resultatet av projektet blev lokala utställningar och seminarier med olika teman. Första omgången, september 1998, resulterade i ett 20-tal utställningar där över 1 500 barn och ungdomar deltog.
Omgång två genomfördes med start 1999. Sverige delades in i sju regioner där de konstnärliga manifestationerna genomfördes på liknade vis som tidigare under temat ”friktioner”. 
- Region 1: Landskrona. Kulturskolan i Landskrona under ledning av Birgitta Liljekvist på temat undersökningar av rum, ljus, ljud, palatshusbyggen inspirerade av Ferdinand Cheval. Bland annat experiment med kubkonstruktioner, ljus och färg, experiment med dans och ljus, människan som rum. Kulturcentrum för barn och ungdom, KUB, i Landskrona med Karin Müller-Lindberg – utställningen Konst i kretslopp, skrotskulpturer mellan 29 augusti och 26 september. Workshops och seminarier. Fotoutställning Hopp och rörelse hela oktober. Dansfestival Salto 99.
- Region 2: Växjö och Gotland. Växjö konsthall, Växjö musik- och kulturskola. Elevarbeten under ledning av Eva Cronquist, utomhus på en plats som tidigare tillhörde fängelset som är granne med skolan och som snart skulle grävas upp. Undersökningar av ordning och kaos, planering och frihet, skönhet och fulhet, idélöshet och föreställningsförmåga med hjälp av el: ljus och ljud. Texter av Billy Klyver som på 1960-talet samarbetade med konstnären Robert  Raushenberg för att knyta samman konst och elektronik. Gotlands konstskola. Örjan Ringbom ledde arbetet med en bildväggtidning från 19 september och en månad framöver. En stafett mellan barn- och ungdomskonstskolans grupper med nya nummer varje vecka.
- Region 3: Gunnared, Mölndal, Stenungsund, Frölunda, Ödsmål. Gunnareds kulturskola – vägledning av Carina Fihn. Tema människans spår i miljön. Arbeten med ljuslådor, avtryck i betongplattor, skuggfotografering, temat ”gunga, rörelse, friktion”. Kulturskolan i Mölndal, för högstadiet. Bodil Magnusson jobbade med ljus och bländverk. Kulturhuset Fregatten i Stenungsund – Birgitta Lundh-Gitse. Frölunda kulturhus – Linnea Åhlander. BIldverkstan i Ödsmål – Anette Rosati, Soile Wernemyr.
- Region 4: Stockholm, Södertälje, Nacka, Botkyrka, Eskilstuna. Stockholms stads kulturskola. Projektarbetsnamn: ”Vana(ns makt) under ledning av Ulla-Stina Hjorth och Cilla Eriksson. Hjorth på temat friktioner mellan det förväntade och det som finns att se. Snabbjobbade material i form av mjöl, byggplast, tejp, stolar. Cilla Eriksson vid Bromma T-bana med ungdomar från kulturskolan för att experimentera med ljus och tesen: kultur är motstånd som skapas mellan det inre rummet och det yttre färdiga systemet. Kulturskolan i Södertälje där Deborah Jones höll i en workshop för landskapsmåleri: 1998 års landskap och vad det bidrog med till fantasin, exempelvis enligt föreställningen: landskap är kultur innan det blir natur. Eleverna skulle åka pendeltåg och skissa vad de såg under resan. Kulturskåpet, Kultur Nacka, med Tarja Silvola och projektnamnet Framtidsrum – människans inre rum kontra det mer konkreta yttre rummet. Botkyrka konsthall och Pernilla Hellman, som deltog genom sitt projekt i Framtidstro, länsmuseernas  landsomfattande projekt inför det kommande millennieskiftet. Eskilstuna konstumuseum – Hanna Eklöf i samarbete med Irene Nordh.
- Region 5: Arvika, Klässbol, Bildkonstskolan i Arvika deltog med Lise Bache och hennes elever från grundskolan. Arbete utifrån ett  nedgånget hus, inomhus i rum och i källaren, men också utomhus med ljusprojektioner. Bildskolan i Klässbol och Hjördis Karlsson. Samarbete med Klässbols linneväveri, arbete med spillmaterial från väveriet, lintrådar, spolformar. Utställning på väveriet.
- Region 6: Gävle. Kuturskolan i Gävle och Maria Wilke. Bildskolan på Slottet och Gunilla Rådström. Konstcentrum i Gävle och Helene Karlsson. Undersökningar av rum, rymd, ljus.
- Region 7: Piteå, Haparanda. Piteå konsthall och Satu Takkinen. Arbete med tak, rymd, ljus, skuggor, planerat till parkeringshus och mörka kulvertar. Kottens barnkulturcentrum och Ulrika Majs och Gunilla Öhman. Konstens hus, Karin Löfstedt. Kulturskolan i Haparanda och Annika Granfors.[14]

## Reaktioner
Södermanlands Nyheter, 1998-09-12:
En stubbe med insekter. En gravid kvinna. Eller kanske en glad kanin. Ordet ”kroppshydda” kan tolkas på så många olika sätt. När 34 bildkonstskolor, barnakademier och kulturskolor nu gör en gemensam manifestation är det barnens egna konstverk som står i centrum. Och alla har de gjort sin egen version av en kroppshydda. ”EKO – som man ropar får man svar” heter den stora konstmanifestationen som i höst genomförs runt om i Norden, Baltikum, Ryssland och Polen. På 34 kulturskolor, konsthallar och bildkonstskolor har konstnärer hela våren arbetat med barn och ungdomar i olika åldrar. Tanken är att visa hur viktigt det är att arbeta med barn och konst på ett professionellt sätt./.../
Gefle Dagblad, 1998-09-19:
Konstskolor för barn är viktiga i vår tid. Det uppmärksammas nu i en rikstäckande och internationell manifestation. I Gävle visar Kulturskolan och Slottets bildskola skulpturer i Esplanaden, skapade på temat ”kroppshyddor”./.../Tanken med den här riksomfattande manifestationen är att synliggöra det viktiga bildarbete som finns mellan barn och vuxna. Projektet genomförs på initiativ av Riksutställningar och i Gävle av Konstcentrum. Även Norge, Danmark, Finland, Estland, Lettland, Polen och Ryssland deltar./.../
Nya Wermlands-Tidningen, 1998-09-22:
Fantasifjärilar och avbildade fjärilar från verkligheten. Fjärilar med kropp av skumplast med vingar av strumpbyxor. Fjärilar i gult och blått och svart och vitt. Som enda skolor i Värmland deltar fyra Arvikaskolor i Riksutställningars manifestation – Eko – som man ropar får man svar.  Avsikten med Riksutställningars manifestation är att visa och ta fram det bildarbetet som pågår bland barn och ungdomar i Sverige./.../
Arbetet Nyheterna, 1998-09-27:
Barn och konstnärer har skapat en utställning tillsammans. De har undersökt insekters och växters formspråk för att utifrån naturen få fram en bild av människan i sin miljö./.../Det är Riksutställningar som ligger bakom arrangemanget, med Heidi Trakowsky/.../som producent. – Utställningen ska ge inspiration till besökaren att själv bygga vidare, säger Heidi Trakowsky./.../
Skånska Dagbladet, 1998-10-02:
Tim har varit snickare, Therese målade rymdens planeter och Louisa fann den röda tråden. På söndag blir det ”Eko, som man ropar får man svar”. Det är kulturskolans 7-15-åringar som skapat utställningen som nu finns på museets fjärde våning. Den handlar om en alldeles vanlig dag i ett vanligt liv. Eller kanske en väldigt ovanlig dag i ett ovanligt liv.../.../Utställningen, ett samarbete mellan kulturskolan och Riksutställningar, invigs på söndag kl 13.30 av konstnär Josefin Axelsson. Sedan finns den att beskåda en månad fram./.../
Riksutställningars tidning, nummer 4, 1999, berättade så här om en utställning i Landskrona:
I Landskrona har barnen tillsammans med konstnären Birgitta Liljekvist skapat fantasifulla alster med bland annat ståltråd och olikfärgade skumgummibitar. Barnen på Kulturskolan i Södertälje har använt naturmaterial och gjort skulpturer av kvistar, mossa, bark, stenar och spillning. I Stenungsund kläddes golv och väggar i konsthallen in med vitt papper och det användes enbart vita material som kartong, piprensare, syntetvadd, sockerbitar och gipsgasbindor.

## Ekonomi
Eko – som man ropar får man svar beviljades 200 000 kronor i stöd av Statens kulturråd, 14 september 1998. 22 mars beviljades ytterligare 100 000 kronor i stöd av kulturrådet, för fortsatt utvecklingsarbete av projektet med innehåll.
Riksutställningars kostnad för första upplagan – i september 1998 – beräknades i juni samma år till totalt 250 000 kronor. Andra delen 1999 beräknades i oktober 1998 kosta Riksutställningar 315 000 kronor.
Den totala budgeten för ”projektet Eko” i Sverige angavs till 1 412 684 kronor. Då ingick poster för projektmedel till sju regioner, kostnader för arbetsgrupp och fyra nummer av en åttasidig, svartvit tidning i tabloidformat.